# A Little Red Flower
A Little Red Flower (Chinees: 送你一朵小红花, Pinyin: Song ni yi duo xiao hong hua) is een Chinese dramafilm uit 2020, geregisseerd door Han Yan. De film werd in de Chinese bioscopen uitgebracht op 31 december 2020 en bracht daar tijdens zijn openingsweekend ruim $ 80 miljoen op. Bijna het dubbele van de Chinese openingen van Tenet en Wonder Woman 1984 samen.

## Verhaal
De film vertelt over de jongen Wei Yihang met kanker die Ma Xiaoyuan ontmoet, een meisje met kanker die gelooft in "parallelle werelden". Het levenstraject ontvouwt zich en vertelt een warm en realistisch verhaal, denkend en geconfronteerd met het ultieme probleem waarmee elke gewone persoon te maken zal krijgen. Stel je voor dat de dood op elk moment kan komen, het enige dat we hoeven te doen is liefhebben en koesteren.

## Rolverdeling
| Acteur       | Personage   |
| ------------ | ----------- |
| Jackson Yee  | Wei Yihang  |
| Haocun Liu   | Ma Xiaoyuan |
| Yuanyuan Zhu | Tao Hui     |
| Yalin Gao    | Wei Jiang   |